# هنري لوبيز بايز
هنري لوبيز بايز (بالإسبانية: Henry Ariel López Báez)‏ هو لاعب كرة قدم أوروغواياني في مركز الوسط، ولد في 3 يوليو 1967 في مونتفيدو في الأوروغواي. شارك مع منتخب الأوروغواي لكرة القدم. أما مع النوادي، فقد لعب مع بيلا فيستا وتاليريس كوردوبا.

## وصلات خارجية
- هنري لوبيز بايز على موقع قاعدة بيانات كرة القدم.إي يو (الإنجليزية)
- هنري لوبيز بايز على موقع ناشيونال فوتبول تيمز (الإنجليزية)